# 工藤千博
工藤 千博（くどう ちひろ、男性、1947年8月6日 - 2009年10月9日）は、日本のヴァイオリニストである。妻は同じくヴァイオリニストの小栗まち絵である。長野県小県郡丸子町（現上田市）生まれ。

## 経歴

### 桐朋時代
1963年、桐朋女子高等学校音楽科（音楽科は男女共学）に入学し、鈴木共子に師事する。1965年、高校3年生の時、第19回全日本学生音楽コンクール東京大会高校の部で第1位を受賞した。1966年、桐朋学園大学に入学、1970年、文化放送音楽賞を受賞。

### アメリカ留学
1971年、桐朋学園大学を中退し、インディアナ大学に留学、ジョーゼフ・ギンゴールド、フランコ・グッリに師事した。1973年、ローザンヌ・エンロー賞を受賞。1974年、小栗まち絵らとインターナショナル弦楽四重奏団を結成し、1975年、インディアナ大学を卒業、1976年、エヴィアン国際室内楽コンクールで第1位、1977年、インターナショナル・クヮルテット・コンクールで第1位、ミュンヘン国際音楽コンクール室内楽部門で第3位を受賞した。

## 演奏活動

### アメリカ時代
1976年、インディアナ大学サウスベンド校音楽部助教授に就任、1980年、ブラウン大学レジデンス・アーティストとなった。

### 帰国後
京都市交響楽団のコンサートマスターに就任し、2006年3月まで務めた。
2009年10月9日、胃がんのため死去。62歳没。2010年5月9日、晩年を過ごした大阪府豊中市のアクア文化ホールにて、「工藤千博追悼演奏会」が行われた。

## 教授活動
全日本学生音楽コンクールの小学生部門1位を1999年から5年連続で門下生から輩出するなど、妻の小栗まち絵とともに多数の優秀な門下生を輩出しており、工藤は自らを「バイオリンの小児科」と称した。門下には、神尾真由子、長原幸太、大岡仁、太田雅音、松尾依里佳らがいる。